# アイアンマン世界選手権大会

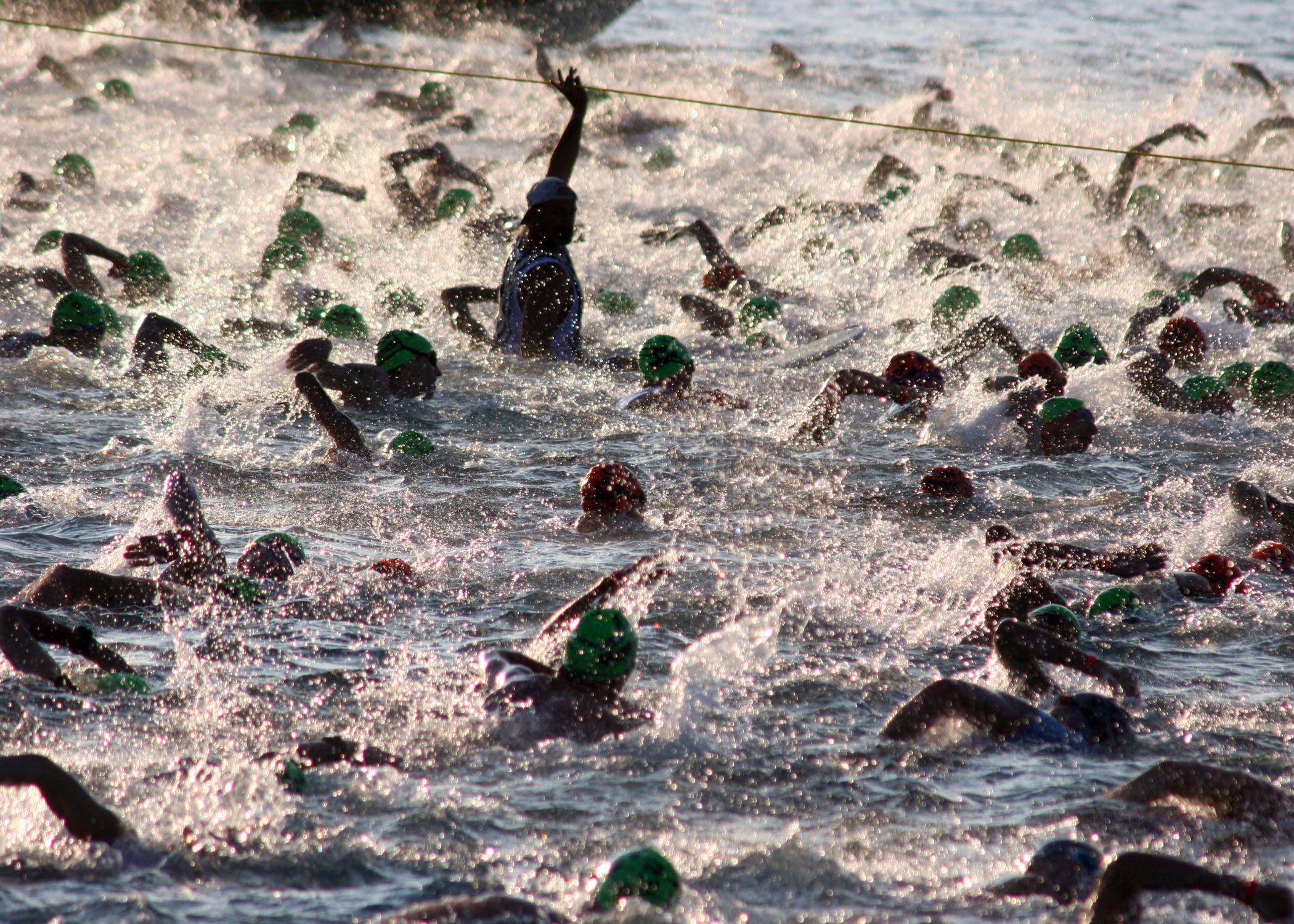
2005年アイアンマン世界選手権大会で、水泳のスタート

アイアンマン世界選手権大会（アイアンマンせかいせんしゅけんたいかい、英語: Ironman World Championship）はワールド・トライアスロン・コーポレイション（World Triathlon Corporation、2015年8月中国の大連万達グループが全額買収で合意 ）が主催するトライアスロン競技大会である。
日本（支笏湖） 、韓国（クレ＝求礼）、中国（柳州、曲靖、重慶）、台湾（澎湖島）、オーストラリア（ケアンズ）を含む世界各地で開かれるアイアンマン・トライアスロン大会に参加して資格を得た者のみが、この世界大会へ参加できる。  
この世界大会は1978年にアメリカ合衆国ハワイ州オアフ島ホノルルで始まり、1981年からはハワイ島カイルア・コナへ移動し、現在は毎年10月に行われている。
トライアスロンの水泳3.86kmはカイルア湾で、自転車走行180.25kmは「クイーン・カアフマヌ道路」（Queen Kaahumanu Highway）とハワイ州道270号線を通ってハヴィへの往復、マラソン42.195kmはケアウホウからケアホレ岬へ行き、アリイ通りへ戻ってフィニッシュする。

## 参照項目
- アイアンマンレース
- カイルア・コナ